# Censo de Caracena
El censo de Caracena (1609) es un documento oficial referido al reino de Valencia, realizado durante el reinado de Felipe III. Su nombre procede del título nobiliario del gobernante Luis Carrillo de Toledo, marqués de Caracena y virrey de Valencia entre 1606 y 1615. 

## Datos
La documentación originaria se encuentra en el Archivo General de Simancas y según H. Lapeyre da los siguientes datos, sin la ciudad de Valencia:
- cristianos, 52.689 casas
- moriscos, 31.715 casas

En el siglo XIX, Tomás González, archivero de Simancas, añadió la cifra de 12.327 casas para la ciudad de Valencia, dato que faltaba en el manuscrito de 1609. Se trata de un dato tomado de una fuente que no consignó, aunque parece razonable; si se acepta, el reino de Valencia tenía 96.731 casas en 1609, es decir, 65.016 de cristianos (62,2 %) y 31.715 de moriscos (32,8 %), dado que Valencia era, según todos los indicios, una ciudad exclusivamente cristiana.

## Crítica de los datos
El censo, encargado a la administración militar, fue en realidad una evaluación hecha por los agentes del virrey con datos que suministraron los señores, la mayor parte de los cuales residían en Valencia, puesto que el objetivo era conocer el volumen de la población morisca, ya que debía ser expulsada. Los preparativos de la expulsión de los moriscos eran secretos, y por eso no habría un verdadero trabajo censal. Un 46,7 % de los 525 datos que incluye terminan en cifra 0, como si se hubiera redondeado constantemente. De hecho, el documento es menos detallado que los precedentes de 1563 y 1602, presenta algunos vacíos locales y las cifras que ofrece son demasiado elevadas. Por ejemplo, se  detectaron sobreestimaciones del orden de un 70 % en el Valle de Ayora, en el área de Artana, en Gestalgar, en Benilloba y en otros lugares. A pesar de todo, es un censo útil ya que cubre un momento clave de la época preestadística y permite conocer la población del reino de Valencia a nivel municipal.